# Грубевци
Грубевци или Гурбеш (грч. Αγροσυκιά, Агросикија) је насељено место у општини Пела у периферији Средишња Македонија, Грчка. Према попису из 2021. године био је 201 становник.
Према бугарском географу и историчару, Василу Канчову, у Грубевцима је 1900. године живело 400 Словена хришћана. Године 1924. словенско становништво је принудно исељено у Бугарску (272 особе), око 40 породица у Горњем Водену (Асеновград) и три породице у Тополовграду. На њихово место су насељене грчке избегличке породице из Турске, којих је на попису из 1928. године било 363.